# Simoniti
Simoniti je priimek več znanih Slovencev:
- Alenka Zor Simoniti (*1957), literarna (kulturna) novinarka TVS
- Anton (Tone) Simoniti (1868–1954), prosvetni delavec in zborovodja
- Barbara Simoniti (*1963), pesnica, pisateljica in prevajalka, slovenistka, anglistka, doktorica literarnih znanosti
- Boleslav Simoniti (*1942), kulturni organizator
- Filip Simoniti, zdravnik ginekolog
- Gregor Simoniti (*1961), diplomirani pravnik, odvetnik
- Iztok Simoniti (*1948), pravnik, diplomat, strokovnjak za mednarodne odnose-politolog, esejist, publicist
- Jasna Simoniti (*1934), klasična filologinja, germanistka, profesorica
- Jure Simoniti (*1977), filozof
- Jurij Simoniti (1931–2015), zdravnik internist, nefrolog, primarij
- Krasulja (Graziella) Suhadolc (r. Simoniti) (1922–2001), prof. telesne vzgoje, kulturna delavka, prevajalka
- Lojze Simoniti (1901–1957), zdravnik internist, pulmolog, primarij
- Marjetica Simoniti (*1939), umetnostna zgodovinarka
- Mitja Simoniti (1935–2021), arhitekt
- Peter Simoniti (1930–2024), igralec in režiser, kulturni delavec v Celju
- Primož Simoniti (1936–2018), klasični filolog, latinist, literarni zgodovinar, prevajalec, univ. profesor, akademik
- Rado Simoniti (1914–1981), skladatelj in dirigent
- Sandra Simoniti, knjižničarka
- Sergej Simoniti (*1971), finančnik
- Simon Simoniti, diplomirani pravnik, odvetnik, večkratni prvak in državni reprezentant Jugoslavije v sabljanju
- Tita Simoniti (1937–2013), prevajalka
- Vasko Simoniti (*1951), zgodovinar, univ. profesor in politik
- Valentin Caharija Simonitti (1916–1989), arhitekt in kulturni delavec (1918–1989), arhitekt, urbanist, narodnokulturni delavec v Benečiji
- Veronika Simoniti (*1967), pisateljica, prevajalka
- Vid Simoniti (*1984), filozof, estetik